# سد ووننگلانگ
سد ووننگلانگ (به لاتین: Wunonglong Dam) یک سد و نیروگاه برقابی در چین است که در Weixi Lisu Autonomous County, Dêqên Tibetan Autonomous Prefecture, Yunnan واقع شده‌است.